# Incident del Checkpoint Charlie de l'octubre de 1961

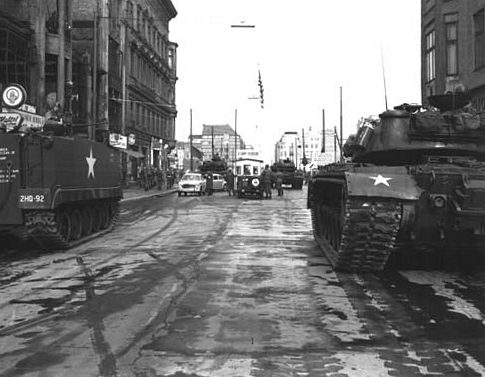
Tancs soviètics encarats a tancs dels EUA al Checkpoint Charlie el 27 de novembre 1961.

L'incident del Check Point Charlie de l'octubre de 1961 va ser un incident diplomàtic ocorregut al famós pas fronterer del Mur de Berlín Checkpoint Charlie. L'incident va començar el 22 d'octubre de 1961 quan, només dos mesos després de la construcció del mur, el Cap de la missió dels EUA a Berlín Occidental, E. Allan Lightner, va ser aturat mentre anava amb el seu cotxe (que tenia matrícules de les forces d'ocupació) a un teatre de Berlín Oriental. Donat que les quatre potències que governaven Berlín (els Estats Units, el Regne Unit, França, i la Unió Soviètica) havien acordat a la conferència de Potsdam de 1945 que el personal aliat no podria ser aturat per policia alemanya a cap sector de Berlín, l'Assessor Especial del President dels EUA John F. Kennedy a Berlín Occidental, el General d'Exèrcit Lucius D. Clay, va decidir donar resposta.

## Clay respon
Clay va enviar un diplomàtic americà, Albert Hemsing, per tal de fer-se una idea del que estava passant a la frontera. Mentre investigava en un vehicle diplomàtic, Hemsing va ser aturat per la policia de tràfic de l'alemanya Oriental que va demanar de veure el seu passaport. Un cop aclarida la seva identitat, va arribar la policia militar. La Policia de Tràfic de l'Alemanya Oriental va escortar el cotxe diplomàtic mentre conduïa per Berlín Oriental. La policia de la RDA, sorpresa, es va fer fonedissa. El cotxe va continuar i els soldats van retornar a Berlín Occidental. L'endemà, un diplomàtic britànic - aparentment desinformat de la situació o intentant ser conciliador - va ser aturat, i per indignació de Clay, va fer entrega del seu passaport.
Potser això va contribuir a la decisió de Clay de fer una altra vegada la mateixa operació. El 27 d'octubre de 1961, el mateix Hemsing es va acostar una altra vegada al límit zonal en un vehicle diplomàtic. Però Clay no sabia com respondrien els soviètics, i, per si de cas, va desplaçar al proper aeròdrom de Tempelhof un grup de tancs, i un batalló d'infanteria. Per a tranquil·litat de tothom les coses van anar com el primer cop i les tropes i els tancs dels EUA i van tornar a Berlín Occidental.

## Tancs apostats
Immediatament, 33 tancs soviètics van fer cap a la Porta de Brandenburg. Curiosament, el primer ministre soviètic Nikita Khrusxov diu a les seves memòries que, el que ell va entendre de l'incident va ser que els jeeps americans s'havien retirat en veure els tancs soviètics. Aquesta versió va ser desmentida pel Coronel Jim Atwood, aleshores Comandant de la Missió Militar dels EUA a Berlín Occidental.
Deu d'aquests tancs van seguir fins a la Friedrichstraße, i es van aturar a uns 50 metres del Checkpoint Charlie en el costat soviètic del límit de sector. Els tancs dels EUA van tornar posteriorment cap al Control, aturant-se una distància igual des del costat americà. Tots van quedar-se quiets. Des del 27 d'octubre de 1961 a les 17:00 fins a les 11.00 del 28 d'octubre de 1961, les tropes soviètiques i dels EUA van restar encarades i, carregades, per ordres superiors al Checkpoint Charlie. Els nivells d'alerta de la Guarnició dels EUA a Berlín Occidental, de l'OTAN, i finalment del Comandament Aeri Estratègic dels EUA (SAC) van ser elevats. Els dos grups de tancs tenien ordres de disparar.

## Fi de l'incident
Khrusxov i Kennedy van acordar (sembla que per mitjà d'un canal establert específicament, tot just un mes abans) reduir tensions retirant els tancs. El punt de control Soviètic al Checkpoint Charlie tenia comunicació directe amb el General Anatoli Gribkov de l'Alt Comandament Estratègic Soviètic, que al seu torn la tenia amb Khrusxov. El punt de control dels EUA tenia un policia militar al telèfon amb el Quarter General de la Missió Militar dels EUA a Berlín, que, per la seva banda era amb comunicació amb la Casa Blanca. Kennedy va mostrar la seva disposició a mostrar certa flexibilitat sobre Berlín en el futur, a canvi que fossin els soviètics els primers de treure els tancs. Pensant que havien guanyat una victòria política, als soviètics van acceptar. En realitat Kennedy era força favorable al Mur: "No és una solució gaire bonica, però una paret és molt millor que una guerra.".
Un tanc soviètic es va moure 5 metres i, aleshores, un tanc americà feia el mateix. Un per un els tancs es van retirar. Sembla però que el general Bruce C. Clarke, aleshores Comandant en Cap (CINC) de l'Exèrcit dels EUA a Europa (USAREUR), no va quedar gaire satisfet amb el capteniment del general Clay, que va retornar als Estats Units el maig de 1962. Sembla però, que la fermesa de Clay, va tenir un efecte molt positiu sobre la moral de la població alemanya, dirigida per l'alcalde de Berlín Occidental, Willy Brandt i el Canceller de la RFA Konrad Adenauer.